# كاتي مور
كاتي مور (بالإنجليزية: Katie Moore)‏ هي عارضة أمريكية، ولدت في 4 يوليو 1997 في هيوستن في الولايات المتحدة.